# The Guild
The Guild es una serie de comedia independiente sobre un grupo de jugadores de un famoso MMORPG, creada y protagonizada por Felicia Day. La serie comenzó en verano del 2007 y tiene seis temporadas. La primera temporada fue financiada exclusivamente por sus seguidores con donaciones vía PayPal. Desde la segunda temporada, The Guild ha sido distribuido por Xbox live Y Microsoft y financiado por Sprint. Cada uno de los episodios tiene una duración de entre 3y 8 minutos, y se emiten en YouTube, effinfunny.com, iTunes, Zune marketplace y su web oficial. El programa sigue la vida de Codex (Felicia Day) la sanadora de una hermandad o clan de un videojuego en línea, que intenta llevar una vida normal después de que uno de sus compañeros de hermandad aparezca en su puerta. The Guild está escrito por Felicia Day (Codex en la serie) y dirigido por Greg Benson (Temporada 1), y Sean Becker (Temporadas 2, 3 y 4), y producida por Day, Jane Selle Morgan y Kim Evey.

## Historia
The Guild fue escrito e inspirado por Felicia Day, una jugadora de World of Warcraft. Tras dos años de adicción a los videojuegos, decidió hacer algo con sus experiencias y escribió el piloto de una serie. La serie mantuvo un estilo genérico para evitar los derechos de autor y atraer a todos los jugadores de MMORPG. Creyendo que el establecimiento de nicho no atraería a los 'expertos' en mercadotecnia de televisión, se decidió producir la serie en línea con Jane Selle Morgan y Kim Evey. Los papeles de Sandeep Parikh y Jeff Lewis fueron escritos especialmente para ellos, así como el papel protagonista encarnado por la propia Felicia Day, el resto del reparto se elegiría mediante audiciones. Después de filmar los primeros tres episodios, en dos días y medio, se les acabó el dinero. Después de poner un enlace a la donación de PayPal, el resto de la primera temporada fue exclusivamente financiada por donaciones.

## Premios
- 2007: YouTube Video Award - Mejor Serie.
- 2008: South by Southwest Greenlight Premio - Mejor Producción Original.
- 2008: Yahoo! Video Award – Best Series. [ 13 ] Video Awards - Mejor serie.
- 2009: Premios Streamy - Mejor Comedia Web Series, Mejor Reparto en una Serie de Web, Mejor Actriz en una Serie de Comedia Web (Felicia Day).
- 2010: Premios Streamy - Mejor Actriz en una Serie de Comedia Web (Felicia Day), Mejor Director en una Serie de Comedia (Sean Becker)

## Personajes

### Knights of Good
Es el clan o hermandad del videojuego (llamado simplemente "The Game" en la serie) al cual pertenecen Codex y sus amigos.
- Codex : Su nombre real es Cyd Sherman, y es la Sacerdotisa/Curadora de la Orden del Bien. Codex es tímida y evita las confrontaciones, y tiende a entrar en pánico en situaciones de estrés. Cuando Codex era niña era una hábil violinista. Ella es una jugadora adicta que trata en un primer momento de controlar el tiempo que pasa en línea, pero fracasa, por lo cual su novio la deja y su psicólogo cancela sus sesiones. Codex es interpretada por Felicia Day.
- Zaboo : Su nombre real es Sujan Balakrishnan Goldberg, y es el brujo de la hermandad. Zaboo se describe como un "HinJew", teniendo madre hindú y padre Judío. Zaboo, cuando está enamorado de alguien, puede llegar a ser obsesivo y empieza a mostrar tendencias como de acosador, cualidades que aprendió de su madre dominante y obsesiva. Zaboo es interpretado por Sandeep Parikh.
- Vork Su nombre real es Herman Holden. Él es el líder y guerrero del clan. Le apasiona la gestión del gremio y el manejo del presupuesto; sólo cree en las normas y en la lógica. Él se encargó de su abuelo por tiempo completo hasta que el verano anterior murió. Subsiste frugalmente gracias a los cheques de pensión de su abuelo. Desde que se volvió el líder de la Hermandad, prescindió de "los excesos de la vida": no paga por la electricidad, se aprovecha del WiFi y cobertizo de su senil vecina, y conserva su comida fría mediante la compra de hielo con cupones de ayuda gubernamental. Vork es quien mantiene al grupo unido ya que la mayoría de los miembros belicosos lo odian y este odio es lo que los mantiene unidos en su contra. Dice conocer todos los idiomas y en la serie se lo ha visto hablar en coreano y, en otro episodio, conversar en hindi con la madre de Zaboo. Es interpretado por Jeff Lewis.
- Bladezz: Su nombre real es Simon; es el pícaro del gremio. Es un estudiante de secundaria que pasa la mayor parte de su tiempo fuera de la escuela en su sótano, conocido como "El Cuadro de Bladezz", para jugar. Es grosero con miembros masculinos de la hermandad, y hace bromas con connotaciones sexuales y lascivas con los miembros femeninos de ésta. Tiene temor con que lo manden a una escuela militarizada. Su madre lo obligó a modelar para ahorrar lo suficiente para ir a la Universidad. Usa el nombre "Finn Smulders" para ocultárselo a los demás. En las temporadas 4 y 5 se vuelve un meme de internet. Es interpretado por Vincent Caso.
- Clara :Su nombre real es Clara Beane; es la maga de hielo del gremio. Clara es un ama de casa, madre de tres hijos (de los cuales uno todavía está en edad de amamantamiento), esposa, fiestera en la universidad y ex-animadora. Si bien es una madre orgullosa, es muy irresponsable. Tiende a poner el juego antes que su familia. A veces trata de mezclar los dos; en una ocasión trató de integrar a su esposo, el Sr. Wiggly, al clan. Ella usa su verdadero nombre como el nombre de su personaje. Es interpretada por Robin Thorsen.
- Tinkerballa: La exploradora del gremio, es originalmente una aspirante a estudiante de medicina, e intenta mantener las distancias con los integrantes del clan, tratando de no hacerles saber nada de su vida personal, llegando incluso a ocultarles su nombre verdadero. Ha demostrado tener una gran adicción a los videojuegos, teniendo siempre un juego suplente en la mano cuando no juega con la hermandad. Puede ser muy fría y manipuladora. Abandonó a Knights of Good brevemente para unirse a un bando rival. Les miente a sus padres diciéndoles que está estudiando medicina, cuando en realidad se cambió al diseño de modas. Tinkerballa es interpretado por Amy Okuda.
- Mr. Wiggly: Su nombre real es George Beane y participó como el Cazador del gremio. Es el esposo de Clara, propuesto en el grupo para reemplazar a Tinkerballa. Es inexperto en el campo de los videojuegos y el último al cual jugó, afirma, fue Pong. Es interpretado por Brett Sheridan.

### Axis of Anarchy
Es un clan rival de Knights of Good.
- Fawkes: Es el líder del clan. Siempre suele andar vestido con un kilt negro y una remera con el logo de Axis of Anarchy. En persona suele hablar con un tono tranquilo y gentil, aunque suele enojarse fácilmente cuando juega en línea. Le gusta citar a filósofos, escritores y personas históricas cuando habla. Suele demostrar poco apego a las reglas, excepto cuando estas lo benefician. Durante un encuentro con Codex, terminaron pasando la noche juntos. Es interpretado por Will Wheaton.
- Venom: la única mujer del clan hasta el paso de Tinkerballa por el mismo. Es paraplégica y usa una silla de ruedas, aunque no duda en usar su condición para obtener ventajas. Trabaja como profesora suplente de arte en el colegio de Bladezz. Es interpretada por Teal Sherer.
- Bruiser: es el curador del clan y un oficial de policía corrupto. Es el miembro más alto, más gritón y más vulgar del clan. Ha tenido sexo con la mamá de Bladezz solamente para atormentarlo. Es interpretado por J. Teddy Garces.
- Kwan: Es un campeón de Starcraft y ha ganado millones jugándolo en Corea. Solamente habla coreano. Tiene una asistente llamada Nik (interpretada por Toni Lee) quien le masajea las manos y le ayuda con las traducciones. Interpretado por Alexander Yi.
- Valkyrie (nombre alternativo: Artemis): es el autoproclamado bufón del grupo, aunque aparentemente sus chistes solamente le causan gracia a él. En el juego él usa la imagen de dos muchachas, y dice que lo hace porque le gusta mirarlas, aunque es implicado que el podría estar enclosetado. Interpretado por Mike Rose.

### Game HQ
Personajes que trabajan en la compañía que diseñó El Juego.
- Floyd Petrovski es el creador de El Juego y director de la compañía que lo produce. En la Megagame-o-ramacon escucha a Codex criticar algunas de las actualizaciones disponibles para testear en la convención. Posteriormente, Floyd reconoce la pasión de Codex por El Juego y la contrata como su asistente. Floyd demuestra ser un jefe muy difícil, alienándola del resto del equipo. Es interpretado por Ted Michaels.
- Roy Aquino es el diseñador gráfico de El Juego. A Roy le desagrada Codex desde el primer día, debido a que Floyd le dejó usar la oficina de Roy sin consultarlo. Tartamudea cuando está estresado. Interpretado por Derek Basco.
- Theodora es la productora de El Juego y COO de la compañía. A pesar de mostrarse austera y fría, también es extremadamente torpe. Interpretada por Alexandra Hoover.
- Sula Morrison es la coordinadora de comunidades. Usa gafas a pesar de no tener ningún impedimento visual, aduciendo que la hace ver más inteligente. Interpretada por Sujata Day.
- Donovan es el programador principal, y el sobrino de Floyd. A pesar de ser bello y atlético, suele evitar a la gente la mayor parte del tiempo. Floyd cree que tiene Síndrome del Sabio, y Tinl se pregunta si posee Aspeger. Tink en un principio lo usa para que le haga sus tareas, aunque comienza a tener sentimientos por él. Interpretado por Corey Graig.

### Otros personajes
- Avinashi Goldberg es la madre de Zaboo. Super controladora, ha llegado a colocarle un microchip a su hijo para poder saber dónde está. Eventualmente se reconcilian. Interpretada por Viji Nathan.
- Dena es la precoz hermana menor de Bladezz. Toca el bajo en el sótano de su casa, lo que molesta a su hermano, y le gusta leer The Art of War, de Sun Tzu, y construir dioramas de la Guerra Civil. Es interpretrada por Tara Caso, hermana de Vincent Caso en la vida real.
- Wade Wei es el vecino y, brevemente, interés amoroso de Codex. Es doble de riesgo en artes marciales. En una ocasión, Codex vomitó sobre él al verlo maquillado como zombi, para una película en donde participaba. Odia abiertamente a los gamers, diciendo que le gustaría golpearlos. Irónicamente, describe el amplio conocimiento que Codex tiene sobre armas (obtenido a partir de los videojuegos) como "sexy", aunque ella no le explica de dónde lo obtuvo. En la temporada 2 se revela que hizo captura de movimiento para El Juego. Interpretado por Fernando Chien.
- Riley es la compañera de cuarto con beneficios de Wade y, además, salió brevemente con Zaboo. Codex es dominante y le gustan las personas sumisas como Zaboo y, posteriormente, Codex. Es entusiasta de los juegos de disparos en primera persona, figurando en el ranking de Halo en Xbox Live. Inicialmente estaba entusiasmada al conocer a Codex, otra mujer gamer, pero al enterarse de que esta prefiere los juegos de rol, ambas comenzaron una rivalidad. El personaje está basado en una miembro del Team Unicorn, Rileah Vanderbilt, y es interpretada por la también integrante de Team Unicorn Michele Boyd.
- Ollie es mánager de Cheesybeards. Maneja su restaurante de forma muy casual, permitiéndole a Bladezz usar su computadora mientras está en la parrilla. Habla siempre como un pirata y tiene un garfio en su mano izquierda. Ollie está siempre enfrentado con Jeanette, quien critica la ética de trabajo de Bladezz. Interpretado por Frank Ashmore.
- Jeanette es la supervisora de Bladezz en Cheesybeards. Está harta de la forma de trabajar de Bladezz, lo que la confronta con Ollie. Fue una aventura de una noche de Fawkes, a quien en una ocasión golpea rudamente, ya que ella tiene conocimento de artes marciales mixtas. Interpretada por Tymberlee Hill.
- Kevinator es el gamemaster de El Juego. Aparece en la temporada 4 para reparar las acciones de Vork, quien arruinó la economía del juego mediante la apropiación de elementos de construcción para luego venderlos a precios inflados. Kevinator suele exhibir mucho narcisismo, llegando a anunciarse como un dios, mientras arrojaba rayos de sus dedos y reía maníacamente. Reconoce a Bladezz en el Cheesybeards y se hacen amigos, lo que hace que le consiga entradas a todo el Knights of God para una convención gamer. Es interpretado por Simon Helberg.
- Rachel es miembro del staff en la Megagame-o-ramacon. Interpretada por Hayley Holmes.
- Madeline Twain es una reconocida actriz invitada a la Megagame-o-ramacon. Fue la heroína de una serie de ciencia ficción cancelada hace tiempo llamada "Time Rings", En la sexta temporada ella y Vork comienzan a salir. Es interpretada por Erin Grey.